# بورصة سورابايا
بورصة سورابايا كانت بورصة عاملة افتتحت رسميًا في 16 يونيو 1989م في سورابايا، بناءً على قرار وزير المالية الإندونيسي رقم 654/كيه إم كيه010/1989، مع ستة وثلاثين مستثمر من المساهمين. تم تأسيسها من أجل دعم الحكومة الإندونيسية في أسواق رأس المال والتنمية الاقتصادية في المنطقة الشرقية من إندونيسيا.

## التاريخ
- في 16 يونيو 1989 بدأت بورصة سورابايا العمل.[3]
- في 22 يوليو 1995 اندمجت بورصة سورابايا مع البورصة الإندونيسية الموازية، تاركة فقط بورصتين أساسيتين تعملان في إندونيسيا.
- في 30 أكتوبر 2007 تم دمج بورصة سورابايا رسميًا في بورصة جاكرتا وأصبحت تشكل بورصة إندونيسيا أي بمثابة بورصة واحدة تعمل في إندونيسيا، إلى جانب بورصة جاكرتا الآجلة.

## المنتجات
بورصة سورابايا تتداول منتجات مختلفة، بما في ذلك:
- الأسهم.
- السندات (السندات الحكومية وسندات الشركات).
- منتجات المشتقات (العقود المستقبلية اليابانية، العقود الآجلة، العقود الآجلة المصغرة).